# (1800) Aguilar
Aguilar és l'asteroide número 1800. Va ser descobert per l'astrònom Miguel Itzigsohn des de l'observatorio de La Plata (Argentina), el 12 de setembre de 1950. La seva designació provisional era 1950 RJ.